# جورج فورد
جورج فورد (بالإنجليزية: George Ford)‏ (1 يناير 1891 في المملكة المتحدة - ) هو لاعب كرة قدم بريطاني (وحمل سابقاً جنسية المملكة المتحدة لبريطانيا العظمى وأيرلندا) في مركز الدفاع. لعب مع نادي أرسنال ونادي دارتفورد وGravesend United F.C. ‏.

## وصلات خارجية
- جورج فورد على موقع أرشيف الشارخ.